# 伯利兹人民阵线
伯利兹人民阵线（西班牙語：Frente Popular de Belice，缩写为BPF）是伯利兹的一个奉行进步主义和社会民主主义的中间偏左政党。该党成立于2013年。在2020年伯利兹大选中，该党获得820张选票，排名第三。该党的领袖南希·马林是伯利兹首位女性政党领袖。该党是圣保罗论坛的成员。